# ZillaKami
Junius Rogers, zawodowo znany jako ZillaKami (ur. 20 września 1999 w Islip) – amerykański raper, piosenkarz i autor tekstów. Jest członkiem hip-hopowo-punkowej grupy City Morgue i byłym autorem piosenek dla 6ix9ine’a.

## Życiorys
Rogers urodził się w Bay Shore w stanie Nowy Jork. Jako nastolatek założył zespół punk rockowy o nazwie Scud Got Quayle z kilkoma przyjaciółmi ze szkoły, zainspirowany brzmieniem Gorilla Biscuits. Jego zaangażowanie w muzykę hip-hopową zaczęło się od ghostwritingu dla innego nowojorskiego rapera 6ix9ine’a. W tym samym okresie wystąpił gościnnie w piosence 6ix9ine’a pod tytułem; „Yokai”, później oboje artystów wydało ponownie razem piosenkę „Hellsing Station”. Jednak w sierpniu 2017 r. duet przestał ze sobą współpracować, po tym jak Rogers opublikował zdjęcie 6ix9ine’a angażującego się w akt seksualny z dziewczyną, która, jak twierdził, miała trzynaście lat.
30 kwietnia 2017 r. wydał swoją debiutancką EPkę „LifeIsAHorrorMovie”, którą później usunął.
Niedługo potem ZillaKami zaprzyjaźnił się z synem właściciela salonu tatuażu; w którym pracował jego starszy brat Righteous P, który występował pod pseudonimem SosMula. Kilka dni po zwolnieniu z więzienia pod zarzutem posiadania narkotyków, SosMula utworzył zespół City Morgue wraz z ZillaKami. W sierpniu 2018 roku, po wydaniu kilku popularnych singli, wydali swoją debiutancką EP, zatytułowaną „Be Patient”.
5 września 2018 roku Rogers pojawił się w utworze „Vengeance” z trzeciego albumu Denzela Curry’ego Ta13oo, na którym również znalazł się JPEGMafia. W tym samym miesiącu pojawił się w utworze Lil Gnara „Man Down”.
12 października 2018 roku City Morgue wydało swój debiutancki album „City Morgue Vol 1: Hell or High Water”, a wkrótce potem ich trasa koncertowa promująca album została wyprzedana.
29 listopada 2018 roku wystąpił w utworze Powers Pleasant „Please Forgive” wraz z Jayem IDK, Zombie Juice i Denzelem Currym.
Od 24 lipca do 23 sierpnia brał udział w trasie koncertowej Suicideboys Grey Day jako część City Morgue, wraz z: Turnstile, Denzel Curry, Trash Talk, Pouya, Germ, Shoreline Mafia i Night Lovell.
13 grudnia 2019 City Morgue wydało swój drugi album „City Morgue Vol 2: As Good As Dead”. Wersja deluxe wspomnianego albumu, zawierająca kilka nowych utworów, została wydana 15 maja 2020 roku.
31 lipca 2020 City Morgue wydało swój mixtape „Toxic Boogaloo”.
Na rok 2021 zapowiedziany jest jego debiutancki album solowy; DOG BOY. Z albumu pojawiły się już single: CHAINS, BADASS (wraz z Lil Uzi Vert), FROSTY i Not Worth It. 17 września 2021 r. DOG BOY zostało wydane, na albumie pojawili się gościnnie Denzel Curry i Lil Uzi Vert. 15 października City Morgue wydało kolejny album City Morgue Vol 3: Bottom of the Barrel.

## Styl muzyczny i wpływy
Muzyka ZillaKami została opisana jako połączenie elementów hardcore punk i heavy metalu z muzyką trap, poprzez łączenie w swoich utworach gitar elektrycznych i ochrypłego, czasami krzyczanego wokalu oraz agresywnych tekstów. Jego teksty często przedstawiają tematy ekstremalnej przemocy, śmierci, masochizmu i zażywania narkotyków. W artykule magazynu Complex, Jacob Moore opisał jego muzykę jako „najbardziej bezlitosną muzykę rapową od czasów Necro”. Jednak czasami Rogers wydaje piosenki bardziej śpiewane i smutniejsze, o tekstach przytłaczających, dotyczących depresji, samotności i uzależnień oraz chorób psychicznych.
Jego największe inspiracje, to albumy Title Fight; Floral Green i Hyperview, DMX, a także album Radiohead; In Rainbows i grupa Onyx.

## Dyskografia

### Solo
Albumy studyjne
- DOG BOY (2021)

EP
- LifeIsAHorrorMovie (2017)
- German Dogs (2019)

#### Single
- CHAINS (2021)
- BADASS feat. Lil Uzi Vert (2021)
- FROSTY (2021)
- Not Worth It (2021)

### JakoCity Morgue
- City Morgue, Vol. 1: Hell or High Water (2018)
- City Morgue, Vol. 2: As Good as Dead (2019)
- TOXIC BOOGALOO (2020)
- City Morgue Vol 3: Bottom of the Barrel (2021)

EP
- Be Patient (2018)
- $MOKE UNDER THE WATER (wraz z Keith Ape) (2022)
- My Bloody America (2023)[32]

### Występy gościnne
- 6ix9ine – „Yokai” (2016)
- 6ix9ine – „Hellsing Station” (2016)
- $ubjectz – „GangShit” feat. Cameronazi (2017)
- $ubjectz – „War Paint” feat. Cameronazi (2017)
- ITSOKTOCRY – „SHINIGAMISTARSHIP” (2017)
- Cameronazi – „AREYOUREADYKIDS?” feat. $ubjectz (2017)
- Cameronazi – „Squad Up” (2017)
- Cameronazi – „Devil Horns” (2017)
- Saint Poncho – „FVKKK” (2017)
- XZARKHAN – „Jungle Klipped” (2017)
- BROC $TEEZY – „Want Em Dead” feat. fl.vco and KXNG (2018)
- Yadrin – „Demonscall” (2018)
- Yadrin – „BHUM BUKKET RMX” feat. SosMula (2018)
- Stoney – „Runnin'” (2018)
- BurnKas – „Red Rum” (2018)
- Denzel Curry – „VENGEANCE” feat. JPEGMafia (2018)
- Lil Gnar – „Man Down” (2018)
- Powers Pleasant – „Please Forgive” feat. Jay IDK, Zombie Juice and Denzel Curry (2018)
- Danon The Producer – „Shootinphotos” (2018)
- DrownMili – „Kid Soulja” feat. BurnKas (2018)
- ESKIIIS – „I Solemnly Swear” (2018)
- RAMIREZ – „BAPHOMET / MOSH PIT KILLA” (2019)
- POUYA i CITY MORGUE – „Bulletproof Shower Cap” (2019)
- Denzel Curry – „EVIL TWIN” (2020)
- NYCL KAI – „Incredible” feat. $NOT (2020)
- IC3PEAK – „TRRST” (2020)
- Ski Mask the Slump God – „Thor’s Hammer Worthy” (2020)
- Trippie Redd – „DEAD DESERT” feat. Scarlxrd (2021)
- SosMula – "Boogaloo" (2021)
- Jeris Johnson – "RAINING BLOOD" (2022)
- ONI  - "War Ender" (2022)